# Smith & Wesson Model 41
Le Smith & Wesson Model 41 est un pistolet semi-automatique développé par Smith & Wesson après la Seconde Guerre mondiale en tant que pistolet de compétition. Il a été conçu avec un angle de prise en main de 105 degrés, le même que le pistolet Colt M1911, pour maintenir un angle de prise en main constant.

## Histoire de la production
En juillet 1947, deux prototypes - numérotés X-41 et X-42 - ont été produits, testés et améliorés pendant les dix années suivantes. En 1957, le modèle 41 a été mis en vente par Smith & Wesson, qui en a produit 679 unités. À la fin de l'année 1958, 9 875 pistolets Model 41 avaient été construits. Un canon plus léger (127 mm) a été proposé en 1958 pour une utilisation sur le terrain. Le modèle 41-1 a été introduit en 1960 et était chambré en .22 Court pour les compétitions internationales de tir sportif. Seuls 1 000 exemplaires ont été fabriqués en utilisant des culasses légères en aluminium nécessaires pour fonctionner avec le .22 Court moins puissant.
En août 1963, la version à canon lourd de 12,7 cm est mise sur le marché. La Shooter's Bible de Stoeger de 1964 montre un canon de 12,7 cm rainuré pour les poids centraux olympiques. L'indicateur d'armement et le canon de 165,3 mm sont supprimés en 1978. Le canon de 177,8 mm est introduit en 1978 sans frein de bouche. Un canon de 152,4 mm est proposé pendant quelques mois en 1991. En 1992, le modèle 41 est retiré de la production. En 1994, Smith & Wesson le remet en production sous le nom de Model 41 (New Model).

### Model 46
En 1957, Smith & Wesson propose une version « sans fioritures » du modèle 41, appelée modèle 46. En 1959, il est sélectionné par l'U.S. Air Force pour l'entraînement de base des tireurs d'élite. Environ 4 000 unités sont fabriquées au total : 2 500 avec un canon de 177,8 mm, 1 000 avec des canons de 127 mm, et 500 avec des canons de 144,7 mm. Le pistolet n'avait pas de quadrillage, la finition bleue polie et les autres raffinements du modèle 41. Il s'est avéré être un échec commercial auprès des consommateurs qui préféraient le Model 41, plus coûteux, et la production a cessé en 1966.